# Мелхола
Мелхола (Михаль, ивр. מיכל‎; «ручей», «поток») — младшая дочь царя Саула (1Цар. 14:49), которая любила царя Давида и была выдана отцом за него замуж, но только со злым умыслом Саула, чтобы вернее его погубить (1Цар. 18:19—21).

## Библейская история
Мелхола любила Давида и была выдана за него Саулом. Через свою дочь царь хотел погубить Давида – «отдам её за него, и она будет ему сетью» (1Цар. 18:20, 21). Но сделавшись женою Давида, Мелхола спасла его – она помогла мужу бежать, когда царь Саул послал своих слуг убить Давида (1Цар. 19:11-16).
В отсутствие Давида Мелхола была выдана отцом замуж вторично за Фалтия, сына Лаишева (1Цар. 25:44). Но после смерти Саула и воцарения Иевосфея  Давид потребовал, чтобы Мелхолу ему вернули. Требование Давида было выполнено: Мелхолу взяли от мужа, провожавшего её с плачем, и привели в город Хеврон к Давиду (2Цар. 3:13-16).
Невозможно сказать, любила ли тогда ещё Мелхола мужа или уже нет, но когда она увидела Давида «скачущего и пляшущего пред Господом» при возвращении Ковчега Завета, «уничижила его в сердце своём». В этом проявлении любви к Богу Мелхола увидела поведение, недостойное царя, и упрекнула мужа. Но Давид ответил ей: «пред Господом играть и плясать буду. И я ещё больше уничижусь и сделаюсь ещё ничтожнее в глазах моих» (2Цар. 6:21-22).
В дальнейшем Давид отдалился от неё, и Мелхола умерла бездетной (2Цар. 6:23).

## Образ Мелхолы в искусстве
Мелхоле посвящено одно из стихотворений Библейского цикла Анны Ахматовой. Из-за низкого социального происхождения Давида Мелхола воспринимает свою любовь к нему как унизительное чувство.